# Noegus niveogularis
Noegus niveogularis là một loài nhện trong họ Salticidae.
Loài này thuộc chi Noegus. Noegus niveogularis được Eugène Simon miêu tả năm 1900.